# Roberto Bitar
Roberto Bitar Cabezas es un cirujano plástico ecuatoriano, pionero en el deporte del jiu-jitsu brasilero en Ecuador, que es sobrino del cirujano Luis Bitar Mahuad e hijo de Roberto Bitar Mahuad, ambos pioneros en el judo de Ecuador.